# Mukhed
Mukhed is een nagar panchayat (plaats) in het district Nanded van de Indiase staat Maharashtra. 

## Demografie
Volgens de Indiase volkstelling van 2001 wonen er 25.936 mensen in Mukhed, waarvan 52% mannelijk en 48% vrouwelijk is. De plaats heeft een alfabetiseringsgraad van 63%. 